# Arthur Freed
Arthur Freed nato Arthur Grossman (Charleston, 9 settembre 1894 – Los Angeles, 12 aprile 1973) è stato un produttore cinematografico, cantante e paroliere statunitense.

## La produzione
Lavorò come produttore cinematografico per conto della MGM, soprattutto nella realizzazione di musical e commedie musicali.

## Filmografia
- Il mago di Oz (The Wizard of Oz) (non accreditato), regia di Victor Fleming (1939)
- For Me and My Gal, regia di Busby Berkeley (1942)
- Girl Crazy, regia di Norman Taurog e Busby Berkeley (1943)
- Due cuori in cielo (Cabin in the Sky), regia di Vincente Minnelli (1943)
- Incontriamoci a Saint Louis (Meet Me in St. Louis), regia di Vincente Minnelli (1944)
- Jolanda e il re della samba (Yolanda and the Thief), regia di  Vincente Minnelli (1945)
- Nuvole passeggere (Till the Clouds Roll By), regia di Richard Whorf (1946)
- Ti amavo senza saperlo (Easter Parade), regia di Charles Walters (1948)
- Il pirata (The Pirate), regia di Vincente Minnelli (1948)
- I Barkleys di Broadway (The Barkleys of Broadway), regia di Charles Walters (1949)
- Canzone pagana (Pagan Love Song), regia di Robert Alton (1950)
- Sua Altezza si sposa (Royal Wedding), regia di Stanley Donen (1951)
- Spettacolo di varietà (The Band Wagon), regia di Vincente Minnelli (1953)
- È sempre bel tempo (It's Always Fair Weather), regia di Stanley Donen e Gene Kelly (1955)
- La bella di Mosca (Silk Stockings) regia di Rouben Mamoulian (1957)
- Gigi, regia di Vincente Minnelli (1958)
- Susanna agenzia squillo (Bells Are Ringing), regia di Vincente Minnelli (1960)